# Abacillius
Abacillius là một chi bọ cánh cứng thuộc họ Carabidae, gồm có các loài sau:
- Abacillius aculeatus (Peringuey, 1896)
- Abacillius basilewskyi Straneo, 1962